# العلاقات التوغوية التونسية
العلاقات التوغولية التونسية هي العلاقات الثنائية التي تجمع بين توغو وتونس.

## مقارنة بين البلدين
هذه مقارنة عامة ومرجعية للدولتين:
| وجه المقارنة                                              | توغو            | تونس                                       |
| --------------------------------------------------------- | --------------- | ------------------------------------------ |
| المساحة (كم2)                                             | 56.78 ألف       | 163.61 ألف                                 |
| عدد السكان (نسمة)                                         | 7.80 مليون      | 11.53 مليون                                |
| الكثافة السكانية (ن./كم²)                                 | 137.37          | 70.47                                      |
| العاصمة                                                   | لومي            | تونس                                       |
| اللغة الرسمية                                             | لغة فرنسية      | اللغة العربية                              |
| العملة                                                    | فرنك غرب أفريقي | دينار تونسي                                |
| الناتج المحلي الإجمالي (بليون دولار)                      | 4.81 مليار      | 40.26 مليار                                |
| الناتج المحلي الإجمالي (تعادل القوة الشرائية) بليون دولار | 10.67 مليار     | 129.05 مليار                               |
| الناتج المحلي الإجمالي الاسمي للفرد دولار أمريكي          | 559             | 3.87 ألف                                   |
| الناتج المحلي الإجمالي للفرد دولار أمريكي                 | 1.43 ألف        | 11.44 ألف                                  |
| مؤشر التنمية البشرية                                      | 0.484           | 0.721                                      |
| رمز المكالمات الدولي                                      | +228            | +216                                       |
| رمز الإنترنت                                              | .tg             | .tn                                        |
| المنطقة الزمنية                                           | 00              | ت ع م+01:00، توقيت وسط أوروبا، ت ع م+02:00 |

## منظمات دولية مشتركة
يشترك البلدان في عضوية مجموعة من المنظمات الدولية، منها:
| علم المنظمة | اسم المنظمة                                                | تاريخ انضمام توغو | تاريخ انضمام تونس |
| ----------- | ---------------------------------------------------------- | ----------------- | ----------------- |
|             | منظمة التجارة العالمية                                     | ?                 | ?                 |
|             | الاتحاد الأفريقي                                           | ?                 | ?                 |
|             | الاتحاد البريدي العالمي                                    | ?                 | ?                 |
|             | يونسكو                                                     | 17 نوفمبر 1960    | 8 نوفمبر 1956     |
|             | مؤسسة التمويل الدولية                                      | 4 سبتمبر 1962     | 25 يوليو 1962     |
|             | منظمة التعاون الإسلامي                                     | ?                 | ?                 |
|             | المركز الدولي لتسوية المنازعات الاستشارية                  | 10 سبتمبر 1967    | 14 أكتوبر 1966    |
|             | منظمة حظر الأسلحة الكيميائية                               | ?                 | ?                 |
|             | مؤسسة التنمية الدولية                                      | 21 أغسطس 1962     | 30 ديسمبر 1960    |
|             | وكالة ضمان الاستثمار متعدد الأطراف                         | 15 أبريل 1988     | 7 يونيو 1988      |
|             | الاتحاد الدولي للاتصالات                                   | 14 سبتمبر 1961    | 14 ديسمبر 1956    |
|             | منظمة الشرطة الجنائية الدولية                              | ?                 | ?                 |
|             | الأمم المتحدة                                              | 20 سبتمبر 1960    | 12 نوفمبر 1956    |
|             | البنك الدولي للإنشاء والتعمير                              | 1 أغسطس 1962      | 14 أبريل 1958     |
|             | البنك الإفريقي للتنمية                                     | ?                 | ?                 |
|             | العملية المشتركة للاتحاد الأفريقي والأمم المتحدة في دارفور | ?                 | ?                 |

## وصلات خارجية
- موقع وزارة الخارجية التونسية